# Antún Castro
Antún Castro (Riosucio, 28 de febrero de 1946-Bogotá, 14 de enero de 2021) fue un músico, compositor y actor colombiano, reconocido por su participación en series de televisión como El alférez real, Yo y tú y La María, y por pertenecer a diversas agrupaciones musicales en los géneros de chirimía y cumbia.

## Biografía
Castro nació en 1946 en Riosucio, Chocó. Radicado en la ciudad de Bogotá, participó como actor en producciones para televisión en las décadas de 1970 y 1980 como Yo y tú, El alférez real, Bolívar: el hombre de las dificultades, La María, La ciudad grita, Los Pérez somos así y Caso de juzgado. Su última aparición en la televisión colombiana ocurrió en la comedia de 2001 El inútil, en la que interpretó el papel de Rafael y compartió reparto con Ruddy Rodríguez, Víctor Mallarino y Julián Arango.
Paralelamente, Castro se desempeñaba como cantante y compositor de música tradicional colombiana en diversas agrupaciones como Los Profesionales, Los Astros y La Tropibomba. Como cantante en solitario interpretó canciones de chirimía como «Cauchemos», «Pañuelo Blanco» y «Bogotanita», entre otras. Licenciado en filología de la Universidad Libre, en sus últimos años fue docente de idiomas en universidades y colegios de la capital colombiana.

### Fallecimiento
Castro falleció el 14 de enero de 2021 en la ciudad de Bogotá tras permanecer en delicado estado de salud durante algunas semanas. Las causas de la muerte se desconocen, aunque algunas fuentes indican que había padecido de COVID-19 en días anteriores a su deceso.